# みゆき通り (姫路市)

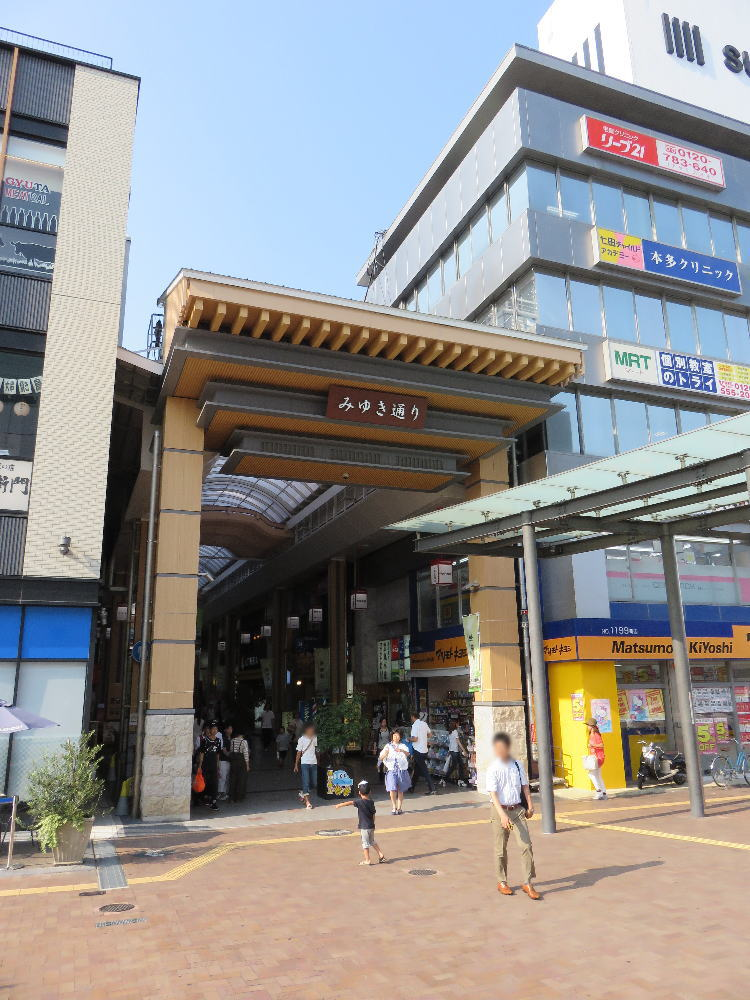
姫路駅側から（改装後）

みゆき通り（みゆきどおり）は、日本の兵庫県姫路市にあるアーケード商店街。姫路駅と姫路城を結ぶ大手前通りの1筋東側に並行する、姫路駅前から国道2号との交叉点までの約550mを指す（以北は本町商店街）。

## 歴史
1903年に播磨平野で軍事演習が行われた。現在の姫路競馬場にあたる城北練兵場でも、明治天皇行幸のもと閲兵式が行われた。この時、姫路駅から城北練兵場へ至る道路を整備し、この道の市街部を行幸に因んで御幸通と命名した（現在は漢字で表記することはほとんど無い）。
大手前通りが存在しなかった頃は姫路市街地の骨格として自動車・バスも通行する道路だったが、大手前通りの建設に伴い都心軸としての機能を譲り、以後はアーケードを整備し商業軸として発展。二階町と共に播磨随一の商業拠点として栄えた。
1980年代までのみゆき通りには非常に書店が多く、地元の新興書房・誠心堂書店とその支店をはじめ丸善も二階町に出店しており、本町商店街と合わせると700m前後に大小7軒もの書店が並んでいた。しかしジュンク堂書店の姫路進出などもあって、丸善はもとより双璧を成していた新興書房・誠心堂書店の両本店さえみゆき通りから撤退し、かつての面影はすっかり失われてしまった。今となっては、却って小書店が2軒残る本町商店街に往時をしのぶことができる。
近年では郊外店舗との競合で一時の勢力は失われたが、2014年4月26日、老朽化していたアーケードの天井や道路の舗装の改装工事が終わり、完成式典やパレードが行われるなど（工期は約10か月）、再活性化に向けた取り組みもある。一方で、2018年2月には老舗百貨店のヤマトヤシキ姫路店（当時の本店）が閉店し、姫路市の実施した街角アンケートでは、4割が「街に活気がなくなった」と回答するなど、今後の課題も残されている

## ギャラリー

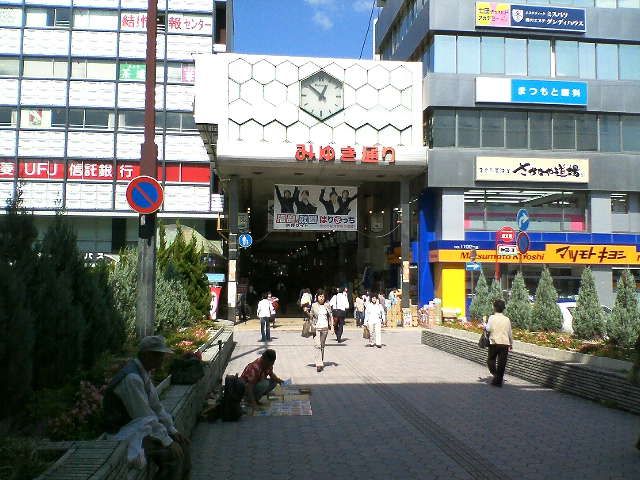
姫路駅前から見たみゆき通り（改装前）
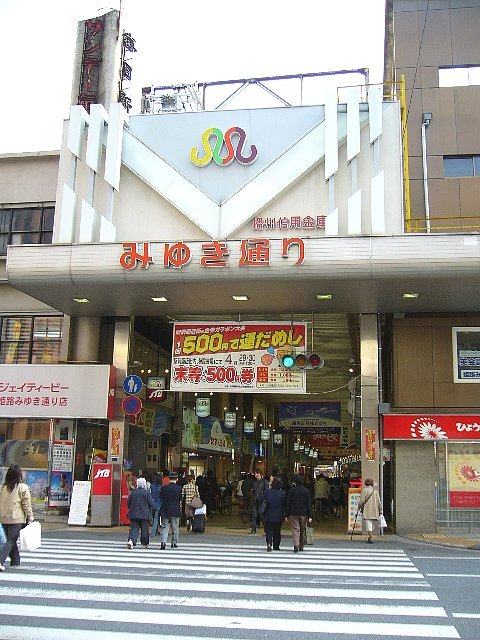
十二所前線との交差点から南望（改装前）
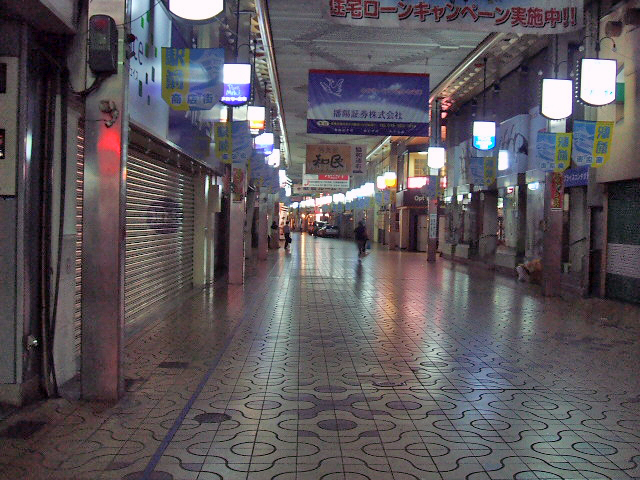
真夜中のみゆき通り（十二所前線から南のみゆき通りを撮影。）
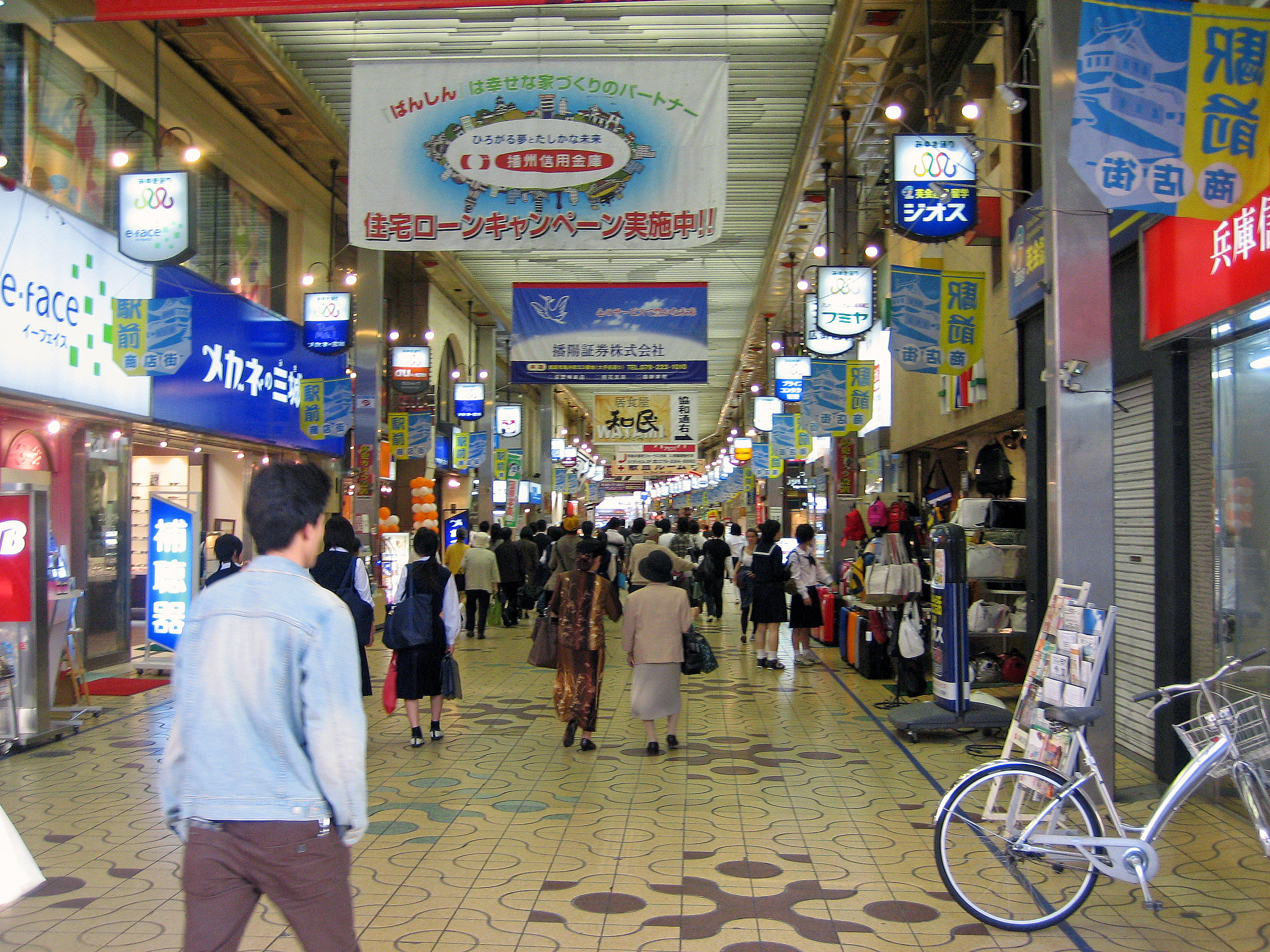
昼のみゆき通り

## 沿道
- 姫路駅
- 姫路市道十二所前線
- マツモトキヨシ姫路みゆき通り店
- ダイソー姫路1号店
- サンドラッグ姫路みゆき通り店
- 三菱UFJ銀行姫路支店
- みずほ銀行姫路支店
- お仏壇の浜屋姫路本店
- 二階町
- ヤマトヤシキ
- 三井住友銀行姫路支店・姫路法人営業部・飾磨支店 - 姫路市指定金融機関  - ※2023年11月13日より、飾磨支店が移転し共同店舗となった。
- ボンマルシェ大手前店
- 姫路城（本町商店街・大手前公園を介して連絡）